# Vezikularni monoaminski transporter
Vesikularni monoaminski transporter (VMAT) je transportni protein koji je integrisan u membranu intracelularnih vezikula presinaptičkih neurona. On transportuje monoamine - kao što su dopamin, serotonin, norepinefrin, epinefrin, i histamin - u sinaptičke vezikule, iz kojih se kasnije oni oslobađaju u sinapsu kao hemijske poruke za postsinaptički neuron. VMAT proteini koriste protonski gradijent za pakovanje monoamina u vezikule. Lekovi čija su meta VMAT proteini imaju moguću primenu u mnoštvu oboljenja. Oblasti primene obuhvataju adikciju, psihijatrijske poremećaje, Parkinsonovu bolest, i druga neurološka oboljenja. Mnogi lekovi čija su meta VMAT proteini deluju kao inhibitori i menjaju kinetiku proteina. 

## Izoforme
Dve izoforme su: VMAT1 i VMAT2

## Monoamini
Monoamini koje transportuju VMAT proteini su uglavnom noradrenalin, adrenalin i izoprenalin. Supstrati su isto tako dopamin, 5-HT, Gvanetidin i MPP+.

## Otkriće
Istraživanje VMAT proteina je počelo 1958. sa otkrićem sekretornih vezikula. VMAT proteini su izučavani nekoliko decenija. Tokom 1970-tih je uočena potreba za razumevanjem načina rada transportnih sistema i jonskih gradijenata u različitim organizmima da bi se došlo do novih načina lečenje. Otkriveni su inhibitori koji blokiraju preuzimanje neurotransmitera u vezikule, te je pretpostavljeno postojanje VMAT proteina. Deceniju kasnije su molekulsko genetička oruđa unapredila metode za identifikaciju proteina. Primenom tih oruđa na analizu DNK i aminokiselinskih sekvenci, otkriveno je da su transporteri kod bakterija i ljudi veoma slični. Taj nalaz je ilustracija važnosti i univerzalnosti transportera. Transporteri su prvi put strukturno identifikovani putem kloniranja VMAT proteina pacova. VMAT je prvi put izolovan i prečišćen iz goveđih hromafinskih granula, u prirodnoj i denaturisanoj formi.

## Lokacija
Postoje dva tipa VMAT protena kod čoveka: VMAT1 i VMAT2. VMAT1 je uglavnom izražen u velikim gustim sržnim vezikulama (engl. large dense-core vesicles - LDCV) perifernog nervnog sistema. VMAT1 se može naći u neuroendokrinim ćelijama, posebno hromafinskim i enterohromafinskim granulama koje su prevashodno prisutne meduli nadbubrežnih žlezda. On je takođe izražen u simpatetičkim neuronima i krvnim pločicama.
VMAT2 favorizuje izražavanje u raznim monoaminergičkim ćelijama centralnog nervnog sistema, simpatičkom nervnom sistemu, mastocituna, i ćelijama stomaka koje sadrže histamin. On je takođe prevalentan u β-ćelijama pankreasa. VMAT2 je isto tako koizražen u hromafinskim ćelijama. Ekspresija ova dva transportera u unutrašnjim organima se razlikuje od vrste do vrste: tako je samo VMAT1 izražen kod pacova u ćelijama nadbubrežne medule, dok je VMAT2 glavni transporter u goveđim ćelijama tog tipa.

## Literatura
- Kilbourn MR (1997). „In vivo radiotracers for vesicular neurotransmitter transporters”. Nucl. Med. Biol. 24 (7): 615—9. PMID 9352531. doi:10.1016/S0969-8051(97)00101-7.
- Lawal HO, Krantz DE (2013). „SLC18: Vesicular neurotransmitter transporters for monoamines and acetylcholine”. Molecular Aspects of Medicine. 34 (2–3): 360—372. PMC 3727660 . PMID 23506877. doi:10.1016/j.mam.2012.07.005.
- Weihe E, Eiden LE (2000). „Chemical neuroanatomy of the vesicular amine transporters”. FASEB J. 14 (15): 2435—49. PMID 11099461. S2CID 17798600. doi:10.1096/fj.00-0202rev.
- Wimalasena, K. (2011). „Vesicular Monoamine Transporters: Structure-Function, Pharmacology, and Medicinal Chemistry”. Medicinal Research Reviews. 31 (4): 483—519. PMC 3019297 . PMID 20135628. doi:10.1002/med.20187.

## Spoljašnje veze
- Vesicular+Monoamine+Transport+Proteins на 